# Pontiac Torrent
O Torrent é um utilitário esportivo de porte médio-grande da Pontiac, fabricado desde 2006 até 2009. O Pontiac Torrent foi substituído pelo GMC Terrain, devido ao encerramento da fabricante.

## Motores
| Anos      | Motor        | Potência        | Torque  |
| --------- | ------------ | --------------- | ------- |
| 2006–2007 | 3.4 L LNJ V6 | 185 hp (138 kW) | 285 N·m |
| 2008–2009 | 3.6 L LY7 V6 | 264 hp (197 kW) | 339 N·m |

## Vendas
| Ano   | Vendas (Estados Unidos) |
| ----- | ----------------------- |
| 2005  | 10.303                  |
| 2006  | 43.174                  |
| 2007  | 32.644                  |
| 2008  | 20.625                  |
| 2009  | 9.638                   |
| Total | 116.375                 |